# Bipinnula biplumata
Bipinnula biplumata – gatunek naziemnych lub naskalnych roślin z rodziny storczykowatych (Orchidaceae). 

## Rozmieszczenie i siedlisko
Gatunek występuje w południowej części Ameryki Południowej w Brazylii, Urugwaju i północno-wschodniej Argentynie. W Brazylii gatunek ten jest rzadki i znany tylko z dwóch stanowisk. Preferuje wilgotne niziny, kamieniste łąki i brzegi rzek. W Brazylii rośnie na granitowych wzgórzach pokrytych pampą. W Argentynie i Urugwaju rośnie w zaroślach na wysokości około 115–220 m n.p.m.

## Morfologia
Rośliny są niewielkich lub średnich rozmiarów – osiągają maksymalnie 50 cm wysokości. Mają bulwy podziemne, z których wyrastają liście i pęd kwiatowy. Liście asymilacyjne wyrastają u nasady łodygi i są obecne jedynie w okresie wegetacji, zanikając w czasie kwitnienia. Mają kształt lancetowaty i są ostro zakończone. Kwiaty są pojedyncze, wyrastają na szczycie krótkiego, wyprostowanego pędu kwiatonośnego i pojawiają się wiosną. Najbardziej charakterystyczną cechą są dwa płatki okółka zewnętrznego kwiatu, które są skierowane w dół. Kwiaty są zwykle zielonkawo-szare z wyraźnymi ciemnozielonymi lub szarobrązowymi żyłkami. Warżka jest biała.

## Systematyka
Gatunek typowy rodzaju Bipinnula zaklasyfikowany do plemienia Chloraeeae w podrodzinie storczykowych (Orchidoideae), rodzina storczykowate (Orchidaceae), rząd szparagowce (Asparagales) w obrębie roślin jednoliściennych.